# Lucilia hainanensis
Lucilia hainanensis este o specie de muște din genul Lucilia, familia Calliphoridae, descrisă de Fan în anul 1965. Conform Catalogue of Life specia Lucilia hainanensis nu are subspecii cunoscute.